# Kurt Marks
Kurt Marks (* 6. Mai 1933 in Altdamm  bei Stettin, Provinz Pommern; † 14. Oktober 2011 in Kleinmachnow bei Potsdam) war ein deutscher Kameramann und Trickspezialist.

## Leben und Wirken
Kurt Marks studierte an der neu gegründeten Hochschule für Filmkunst in Potsdam-Babelsberg seit 1954 Kamera.
Um 1958 kam er zur Arbeitsgruppe Trick bei der DEFA unter Ernst Kunstmann und übernahm 1963 deren Leitung. 1964 wurde diese in eine eigenständigere Abteilung Tricktechnik umgewandelt. Seit 1969 wirkte sie an mehreren Sciense-Fiction-Weltraumfilmen mit, die nach dem Welterfolg von Stanley Kubricks 2001 – Odyssee im Weltraum von der DEFA  produziert wurden.
Um 1973 gab Kurt Marks deren Leitung ab  und war seitdem  für die Spezialeffekte bei einigen Märchenfilmen der DEFA für das DDR-Fernsehen verantwortlich. Im legendären Kinderfilm Spuk im Hochhaus (1982) ließ er die Geister 72-mal durch die Hochhauswände fliegen.
Kurt Marks wohnte viele Jahre in Kleinmachnow, wo er 2011 auch starb.

## Filmografie
Kamera
- 1956 Petras Erlebnis, Studentenkurzfilm

Optische Spezialeffekte
- 1959 Der schweigende Stern, Trick-Assistent[4]
- 1966/1967 Die gefrorenen Blitze
- 1967/1968 Hauptmann Florian von der Mühle
- 1969/1970 Signale. Ein Weltraumabenteuer
- 1971 Anflug Alpha 1, Standfotos
- 1971/1972 Eolomea
- 1974/1976 Zur See, Fernsehserie[5]
- 1975 Die schwarze Mühle
- 1978 Schneeweißchen und Rosenrot
- 1978 Im Staub der Sterne
- 1982 Spuk im Hochhaus
- 1983 Film Salabim
- 1984 Die vertauschte Königin
- 1984 Die Geschichte vom goldenen Taler
- 1987 Spuk von draußen
- 1988 Rapunzel oder Der Zauber der Tränen
- 1988/1989 Die Geschichte von der Gänseprinzessin und ihrem treuen Pferd Falada
- 1990 Olle Hexe[6]